# Miss Universo 1969
Miss Universo 1969, diciottesima edizione di Miss Universo, si è tenuta presso il Miami Beach Auditorium di Miami, negli Stati Uniti d'America il 15 luglio 1969. L'evento è stato presentato da Bob Barker. Gloria Diaz, Miss Filippine, è stata incoronata Miss Universo 1969.

## Risultati

### Piazzamenti
| Risultato finale   | Concorrente |
| ------------------ | --- |
| Miss Universo 1969 | - Filippine - Gloria Maria Aspillera Díaz |
| 2ª classificata    | - Finlandia - Harriet Marita Eriksson |
| 3ª classificata    | - Australia - Joanne Barret |
| 4ª classificata    | - Israele - Chava Levy |
| 5ª classificata    | - Giappone - Kikuyo Osuka |
| Top 15             | - Austria - Eva Rueber-Staier - Brasile - Vera Fischer - Cile - Monica Larson Teuber - Colombia - Margarita María Reyes Zawadsky - Jugoslavia - Nataśa Kośir - Norvegia - Patricia Ingrid Walker - Perù - María Julia Mantilla Mayer - Stati Uniti - Wendy Jane Dascomb - Svezia - Brigitta Lindloff - Svizzera - Patrice Sollner |

### Riconoscimenti speciali
| Riconoscimento        | Concorrente |
| --------------------- | --- |
| Miss Congeniality     | - Tunisia - Zohra Boufaden |
| Miss Photogenic       | - Nuova Zelanda - Carole Robinson |
| Best National Costume | - Thailandia - Sangduen Manwong |
| 10 Best in Swimsuit   | - Australia - Joanne Barret - Austria - Eva Rueber-Staier - Brasile - Vera Fischer - Colombia - Margarita María Reyes Zawadsky - Filippine - Gloria Diaz - Finlandia - Harriet Marita Eriksson - Israele - Chava Levy - Jugoslavia - Nataśa Kośir - Perù - María Julia Mantilla Mayer - Stati Uniti - Wendy Jane Dascomb |

## Concorrenti
- Argentina - Lidia Esther Pepe
- Aruba - Jeannette Geerman
- Australia - Joanne Barret
- Austria - Eva Rueber-Staier
- Bahamas - Joan Bowe
- Belgio - Danièle Roels
- Bermuda - Maxine S. Bean
- Bolivia - Luz María Rojas
- Bonaire - Julia Nicolaas
- Brasile - Vera Fischer
- Canada - Jacquie Perrin
- Ceylon - Marlene Beverly Seneveratne
- Cile - Mónica Larson Teuber
- Colombia - Margarita María Reyes Zawadsky
- Corea del Sud - Lim Hyun-jung
- Costa Rica - Clara Freda Antillón
- Curaçao - Yvonne Wardekker
- Danimarca - Jeanne Perfeldt
- Ecuador - Rosana Vinueza Estrada †
- Filippine - Gloria Diaz
- Finlandia - Harriet Marita Eriksson
- Francia - Agathe Cognet
- Galles - Shirley Jones
- Germania - Gesine Froese
- Giamaica - Carol Gerrow
- Giappone - Kikuyo Osuka
- Grecia - Irene Diamantoglou
- Guam - Anita Johnston
- Honduras - Viena Paredes
- Hong Kong - Christine Tam Mei-Mei
- India - Kavita Bhambani
- Inghilterra - Myra Van Heck
- Irlanda - Patricia Byrne
- Islanda - Maria Baldursdóttir
- Israele - Chava Levy
- Italia - Diana Coccorese
- Jugoslavia - Nataśa Kośir
- Lussemburgo - Marie Antoniette Bertinelli
- Malaysia - Rosemary Wan Chow Mui
- Malta - Natalie Quintana
- Messico - Gloria Leticia Hernández Martín del Campo
- Nicaragua - Soraya Herrera Chávez
- Norvegia - Patricia "Pia" Ingrid Walker
- Nuova Zelanda - Carole Robinson
- Paesi Bassi - Welmoed Hollenberg
- Perù - María Julia Mantilla Mayer
- Porto Rico - Aída Betancourt
- Repubblica Democratica del Congo - Jeanne Mokomo
- Rep. Dominicana - Rocío García Báez
- Scozia - Sheena Drumond
- Singapore - Mavis Young Siew Kim
- Spagna - María Amparo Rodrigo Lorenzo
- Stati Uniti - Wendy Jane Dascomb
- Suriname - Greta Natsir
- Svezia - Brigitta Lindloff
- Svizzera - Patrice Sollner
- Thailandia - Sangduen Manwong
- Tunisia - Zohra Boufaden
- Turchia - Azra Balkan
- Uruguay - Julia Moller
- Venezuela - María José Yéllici Sánchez